# Сребрный, Стефан
Стефан Сребрный  (пол. Stefan Srebrny; 14 января 1890, Варшава — 12 октября 1962, Торунь) — польский классический филолог и переводчик, знаток античной драмы, театральный критик, режиссёр и художественный руководитель.

## Биография
В 1912 году закончил Петербургский государственный университет, где его учителями были Ф. Зелинский и М. Ростовцев, преподавал в этом же университете и на Высших женских курсах.
В 1918—1923 годах читал классическую филологию в Люблинском университете, с 1923 года — в виленском Университете Стефана Батория (профессор с 1936 года) и в Свободном польском университете.
Во время Второй мировой войны работал учителем в Гимназии для взрослых в Вильнюсе, тайно преподавал латинский язык в Вильнюсском университете, а также работал в тайной театральной студии. В августе 1944 года был режиссёром в Польском драматическом театре в Вильнюсе, после его закрытия в марте 1945 года работал переписчиком в Государственном архиве в Вильнюсе.
8 октября 1945 года был назначен на должность профессора Университета Николая Коперника, где с 1945 года и до выхода на пенсию в 1960 году руководил кафедрой классической филологии. Сотрудничал с Театром в Торуни, в 1951—1952 годы был его художественным руководителем.
Похоронен на кладбище св. Георгия в Торуни.

## Переводы
Среди его переводов есть, в частности, все сохранившиеся трагедии Эсхила, первые восемь (из одиннадцати) комедии Аристофана и «Царь Эдип» Софокла, произведения Еврипида.